# The Naked and the Dead (boek)
The Naked and the Dead is een Amerikaanse roman van de schrijver Norman Mailer uit 1948. Het is de debuutroman van Mailer. Het boek staat geklasseerd op de 51ste plaats in de Modern Library 100 Beste Romans ranglijst die in 1998 werd opgesteld.
In 1950 is het boek in het Nederlands vertaald door J.F. Kliphuis onder de titel “Helden zonder glorie”. 
De verfilming in 1958 van Raoul Walsh toonde Cliff Robertson in de rol van Luitenant Hearn, een van de hoofdpersonages uit het boek.